# Eremias persica
Eremias persica là một loài thằn lằn trong họ Lacertidae. Loài này được Blanford mô tả khoa học đầu tiên năm 1875.